# Frida Wallnor
Frida Wallnor, född 27 januari 1983 i Säter, är en svensk journalist som är politisk redaktör på Dagens industri (Di) sedan 2023.

## Biografi
Wallnor är utbildad statsvetare från Uppsala universitet. Efter examen arbetade hon som handläggare och analytiker på Försvarsmaktens högkvarter i Stockholm och sedan som global politisk analytiker inom finansbranschen, på Swedbank Robur i Stockholm respektive på den japanska investmentbanken Nomura International i London.
Wallnor har varit anställd på Dagens industri sedan 2016. Under åren 2018–2021 var hon tidningens korrespondent i New York. Hon blev 2022 tillförordnad politisk redaktör på Dagens industri, då hon efterträdde P.M. Nilsson. Sedan 2023 är hon tidningens ordinarie politiska redaktör.